# ورم معدي معوي
ورم معدي معوي أو أورام اللحمة المعدية المعويّة (بالإنجليزية: Gastrointestinal stromal tumor
)‏ اختصار (GISTs) هو أشهر الأورام التي تصيب نسيج اللحمة المتوسطة في الجهاز الهضمي. تنشأ في الخلايا الخلالية الناظمة لخلايا الكاجال أو الخلايا المماثلة.يتم تعريفها على أنها أورام تحدث بسبب طفرات في جين (KIT (85٪ أو جين (PDGFRA (10٪ أو BRIN kinase (نادراً).

## الأعراض والعلامات
يمكن أن تتسبب أورام اللحمة المعدية المعوية (جي آي إس تي) بعسر بلع أو نزف هضمي، أو انبثاث. ويندر حدوث انسداد معوي، نظرًا إلى أن نمط نمو الورم يكون باتجاه الخارج. في العادة، يكون هناك تاريخ لألم بطني مبهم أو عدم ارتياح، ويزداد حجم الورم إلى أن يجرى تشخيصه.

## الفيزيولوجيا المرضية
أورام اللحمة المعدية المعوية هي أورام في النسيج الضام، أي هو ورم لحمي خبيث، وتكون أورامًا لاطلائية، على عكس معظم أورام الأمعاء يصيب 70% المعدة، و20% الأمعاء الدقيقة، وأقل من 10% المريء. تكون الأورام الصغيرة عادةً حميدة، خاصةً عندما يكون الانقسام الخلوي بطيئًا، ولكن الأورام الكبيرة تنتشر إلى الكبد، وجوف الصفاق. ونادرًا ما يصيب أجزاء البطن الأخرى.
يُعتقد أن جي آي سي تي ينشأ من خلايا كاجال المعوية (آي سي سي)، والتي هي في الأساس جزء من الجهاز العصبي الذاتي للأمعاء. تقوم بوظيفة ناظمة من أجل التحكم في الحركية.

### الجينات
تكون غالبية حالات جي آي إس تي فرادية. يحدث أقل من 10% كجزء من متلازمات وراثية جينية أو متلازمات متعددة مجهولة السبب. تشمل هذه المتلازمات، بالترتيب التنازلي حسب الشيوع، الورم الليفي العصبي ريكلنغهاوزن (إن إف-1)، وثلاثي كارني (جي آي إس تي معدٍ، وورم غضروفي رئوي، وورم جنيب العقدة العصبية خارج الكظر)، وطفرات كسب وظيفة في الخط الجنسي في c-KIT/PDGFRA، ومتلازمة كارني ستراتاكيس. متلازمة كارني ستراتاكيس عبارة عن ثنائية من الورم جنيب العقدة العصبية وجي آي إس تي الوراثيين، تحدث بسبب طفرات جنسية في مسار الجين الكابت للورم الميتوكوندري المتضمن الأنواع الفرعية لنازعة هيدروجين السكسينات (إس دي إتش) إس دي إتش دي، وإس دي إتش سي، وسي دي إتش بي.

### طفرات c-KIT
يكون تقريبًا 85% من جي آي إي تي مرتبطًا بمسار شاذ للـc-KIT. C-KIT هو جين يرمز لمستقبل عبر غشائي لعامل نمو يُمسمى عامل الخلية الجذعية (إس سي إف). ينشأ المسار الشاذ للـc-KIT الأكثر شيوعًا (85%) من طفرة في الجين بحد ذاته، توجد مجموعة فرعية أصغر من الجي آي إس تي المرتبطة بـc-KIT متعلقة بالنشاط البنيوي للمسار الأنزيمي لـc-KIT، المكتشف عن طريق اللطخة المناعية. يُعبر عن ناتج c-KIT/CD117 على خلايا كاجال المعوية (آي سي سي) بالإضافة إلى عدد كبير من الخلايا الأخرى، ولا سيما في خلايا نخاع العظم، والخلايا الصارية، والخلايا الميلانينية، وغيرها الكثير. على أي حال، الورم إيجابي التلوين للCD117 في القناة الهضمية هو ورم اللحمة المعدية المعوية على الأغلب، وناشئ من خلايا كاجال المعوية.
يتكون جزيء c-KIT من نطاق خارج خلوي، وقطعة عابرة للغشاء، وجزء داخل خلوي. تحدث الطفرات الحاصلة في ترميز الحمض النووي الريبوزي منقوص الأكسجين (دي إن إيه) عادة في الجزء داخل الخلوي (إكسون 11)، والذي هو بمثابة كاينيز تايرويسين لتفعيل الإنزيمات الأخرى. تجعل الطفرات عمل c-KIT معتمدًا على تفعيل إس سي إف، مما يؤدي إلى ارتفاع معدل الانقسام الخلوي وربما عدم استقرار جينومي. غالبًا ما «تحتاج» الطفرات الإضافية حتى تتطور إلى جي آي إس تي إلى خلية بطفرة c-KIT ، لكن تكون طفرة c-KIT الخطوة الأولى في هذه العملية.
من المعروف أن الطفرات في الإكسونات 11 و9، ونادرًا في 13 و17، لجين c-KIT هي الحاصلة في جي آي إس تي. يعد عمل الكاينيز تيروزسين مهمًا في المعالجة الدوائية للجي آي إس تي، كما هو مشروح في الأسفل.
- تكون الطفرات النقطية KIT-D816V في الإكسون 17 للـc-KIT مسؤولة عن مقاومة أدوية العلاج الهدفي مثل الإيماتنب، الذي هو مثبط للكاينيز تيروسين.
- KIT-p.D419del (إكسون 8) هي مجموعة فرعية من أورام اللحمة المعدية المعوية كانت تعتبر سابقًا من الأورام ذات النمط البري، تحمل طفرات تفعيل معوية في الإكسون 8 للـKIT (p.D419del).[3]